# Tahtadžjanov sustav
Tahtadžjanov sustav, sustav klasifikacije cvjetnica kod Armena Tahtadžjana, 1997, na jednosupnice i dvosupnice, sličan Cronquistovom sustavu, ali koji kao osnovne jedinice podrazreda čine nadredovi (superordo).
Razred Magnoliopsida čini 11 podrazreda, a Liliopsida 6 podrazreda.
- A. razred Magnoliopsida Brongn.
  - Podrazred Magnoliidae
    - Nadred Magnolianae
      - Red Magnoliales
        - Porodica Degeneriaceae
        - Porodica Himantandraceae
        - Porodica Magnoliaceae

      - Red Winterales
        - Porodica Winteraceae

      - Red Canellales
        - Porodica Canellaceae

      - Red Illiciales
        - Porodica Illiciaceae
        - Porodica Schisandraceae

      - Red Austrobaileyales
        - Porodica Austrobaileyaceae

      - Red Eupomatiales
        - Porodica Eupomatiaceae

      - Red Annonales
        - Porodica Annonaceae

      - Red Myristicales
        - Porodica Myristicaceae

      - Red Aristolochiales
        - Porodica Aristolochiaceae

    - Nadred Lactoridanae
      - Red Lactoridales
        - Porodica Lactoridaceae

    - Nadred Piperanae
      - Red Piperales
        - Porodica Saururaceae
        - Porodica Piperaceae
        - Porodica Peperomiaceae

    - Nadred Lauranae
      - Red Laurales
        - Porodica Amborellaceae
        - Porodica Trimeniaceae
        - Porodica Monimiaceae
        - Porodica Gomortegaceae
        - Porodica Hernandiaceae
        - Porodica Lauraceae

      - Red Calycanthales
        - Porodica Calycanthaceae
        - Porodica Idiospermaceae

      - Red Chloranthales
        - Porodica Chloranthaceae

    - Nadred Rafflesianae
      - Red Hydnorales
        - Porodica Hydnoraceae

      - Red Rafflesiales
        - Porodica Apodanthaceae
        - Porodica Mitrastemonaceae
        - Porodica Rafflesiaceae
        - Porodica Cytinaceae

    - Nadred Balanophoranae
      - Red Cynomoriales
        - Porodica Cynomoriaceae

      - Red Balanophorales
        - Porodica Mystropetalaceae
        - Porodica Dactylanthaceae
        - Porodica Lophophytaceae
        - Porodica Sarcophytaceae
        - Porodica Scybaliaceae
        - Porodica Heloseaceae
        - Porodica Langsdorffiaceae
        - Porodica Balanophoraceae

  - Podrazred Nymphaeidae
    - Nadred Nymphaeanae
      - Red Hydropeltidales
        - Porodica Hydropeltidaceae
        - Porodica Cabombaceae

      - Red Nymphaeales
        - Porodica Nupharaceae
        - Porodica Nymphaeaceae
        - Porodica Barclayaceae

    - Nadred Ceratophyllanae
      - Red Ceratophyllales
        - Porodica Ceratophyllaceae

  - Podrazred Nelumbonidae
    - Nadred Nelumbonanae
      - Red Nelumbonales
        - Porodica Nelumbonaceae

  - Podrazred Ranunculidae
    - Nadred Ranunculanae
      - Red Lardizabales
        - Porodica Lardizabalaceae
        - Porodica Sargentodoxaceae

      - Red Menispermales
        - Porodica Menispermaceae

      - Red Berberidales
        - Porodica Nandinaceae
        - Porodica Berberidaceae
        - Porodica Ranzaniaceae
        - Porodica Podophyllaceae

      - Red Ranunculales
        - Porodica Ranunculaceae

      - Red Circaeasterales
        - Porodica Kingdoniaceae
        - Porodica Circaeasteraceae

      - Red Hydrastidales
        - Porodica Hydrastidaceae

      - Red Glaucidiales
        - Porodica Glaucidiaceae

      - Red Paeoniales
        - Porodica Paeoniaceae

      - Red Papaverales
        - Porodica Papaveraceae
        - Porodica Pteridophyllaceae
        - Porodica Hypecoaceae
        - Porodica Fumariaceae

  - Podrazred Caryophyllidae
    - Nadred Caryophyllanae
      - Red Caryophyllales
        - Porodica Phytolaccaceae
        - Porodica Gisekiaceae
        - Porodica Agdestidaceae
        - Porodica Barbeuiaceae
        - Porodica Achatocarpaceae
        - Porodica Petiveriaceae
        - Porodica Nyctaginaceae
        - Porodica Aizoaceae
        - Porodica Sesuviaceae
        - Porodica Tetragoniaceae
        - Porodica Stegnospermataceae
        - Porodica Portulacaceae
        - Porodica Hectorellaceae
        - Porodica Basellaceae
        - Porodica Halophytaceae
        - Porodica Cactaceae
        - Porodica Didiereaceae
        - Porodica Molluginaceae
        - Porodica Caryophyllaceae
        - Porodica Amaranthaceae
        - Porodica Chenopodiaceae

    - Nadred Gyrostemonanae
      - Red Gyrostemonales
        - Porodica Gyrostemonaceae

    - Nadred Polygonanae
      - Red Polygonales
        - Porodica Polygonaceae

    - Nadred Plumbaginanae
      - Red Plumbaginales
        - Porodica Plumbaginaceae

  - Podrazred Hamamelididae
    - Nadred Trochodendranae
      - Red Trochodendrales
        - Porodica Trochodendraceae
        - Porodica Tetracentraceae

      - RedCercidiphyllales
        - Porodica Cercidiphyllaceae

      - Red Eupteleales
        - Porodica Eupteleaceae

    - Nadred Myrothamnanae
      - Red Myrothamnales
        - Porodica Myrothamnaceae

    - Nadred Hamamelidanae
      - Red Hamamelidales
        - Porodica Hamamelidaceae
        - Porodica Altingiaceae
        - Porodica Platanaceae

    - Nadred Barbeyanae
      - Red Barbeyales
        - Porodica Barbeyaceae

    - Nadred Daphniphyllanae
      - Red Daphniphllales
        - Porodica Daphniphyllaceae

      - Red Balanopales
        - Porodica Balanopaceae

    - Nadred Buxanae
      - Red Didymelales
        - Porodica Didymelaceae

      - Red Buxales
        - Porodica Buxaceae

      - Red Simmondsiales
        - Porodica Simmondsiaceae

    - Nadred Faganae
      - Red Fagales
        - Porodica Fagaceae
        - Porodica Nothofagaceae

      - Red Corylales
        - Porodica Betulaceae
        - Porodica Corylaceae
        - Porodica Ticodendraceae

    - Nadred Casuarinanae
      - Red Casuarinales
        - Porodica Casuarinaceae

    - Nadred Juglandanae
      - Red Myricales
        - Porodica Myricaceae

      - Red Rhoipteleales
        - Porodica Rhoipteleaceae

      - Red Juglandales
        - Porodica Juglandaceae

  - Podrazred Dilleniidae
    - Nadred Dillenianae
      - Red Dilleniales
        - Porodica Dilleniaceae

    - Nadred Theanae
      - Red Paracryphiales
        - Porodica Paracryphiaceae

      - Red Theales
        - Porodica Stachyuraceae
        - Porodica Theaceae
        - Porodica Asteropeiaceae
        - Porodica Pentaphylacaceae
        - Porodica Tetrameristaceae
        - Porodica Oncothecaceae
        - Porodica Marcgraviaceae
        - Porodica Caryocaraceae
        - Porodica Pellicieraceae

      - Red Hypericales
        - Porodica Bonnetiaceae
        - Porodica Clusiaceae
        - Porodica Hypericaceae

      - Red Physenales
        - Porodica Physenaceae

      - Red Medusagynales
        - Porodica Medusagynaceae

      - Red Ochnales
        - Porodica Strasburgeriaceae
        - Porodica Ochnaceae
        - Porodica Sauvagesiaceae
        - Porodica Lophiraceae
        - Porodica Quiinaceae
        - Porodica Scytopetalaceae

      - Red Elatinales
        - Porodica Elatinaceae

      - Red Ancistrocladales
        - Porodica Ancistrocladaceae

      - Red Dioncophyllales
        - Porodica Dioncophyllaceae

      - Red Lecythidales
        - Porodica Barringtoniaceae
        - Porodica Lecythidaceae
        - Porodica Napoleonaeaceae
        - Porodica Foetidiaceae
        - Porodica Asteranthaceae

    - Nadred Sarracenianae
      - Red Sarraceniales
        - Porodica Sarraceniaceae

    - Nadred Nepenthanae
      - Red Nepenthales
        - Porodica Nepenthaceae

      - Red Droserales
        - Porodica Droseraceae

    - Nadred Ericanae
      - Red Actinidiales
        - Porodica Actinidiaceae

      - Red Ericales
        - Porodica Clethraceae
        - Porodica Cyrillaceae
        - Porodica Ericaceae
        - Porodica Epacridaceae
        - Porodica Empetraceae

      - Red Diapensiales
        - Porodica Diapensiaceae

      - Red Bruniales
        - Porodica Bruniaceae
        - Porodica Grubbiaceae

      - Red Geissolomatales
        - Porodica Geissolomataceae

      - Red Fouquieriales
        - Porodica Fouquieriaceae

    - Nadred Primulanae
      - Red Styracales
        - Porodica Styracaceae
        - Porodica Symplocaceae
        - Porodica Ebenaceae
        - Porodica Lissocarpaceae

      - Red Sapotales
        - Porodica Sapotaceae

      - Red Myrsinales
        - Porodica Myrsinaceae
        - Porodica Theophrastaceae

      - Red Primulales
        - Porodica Primulaceae

    - Nadred Violanae
      - Red Violales
        - Porodica Berberidopsidaceae
        - Porodica Aphloiaceae
        - Porodica Bembiciaceae
        - Porodica Flacourtiaceae
        - Porodica Lacistemataceae
        - Porodica Peridiscaceae
        - Porodica Violaceae
        - Porodica Dipentodontaceae
        - Porodica Scyphostegiaceae

      - Red Passiflorales
        - Porodica Passifloraceae
        - Porodica Turneraceae
        - Porodica Malesherbiaceae
        - Porodica Achariaceae

      - Red Caricales
        - Porodica Caricaceae

      - Red Salicales
        - Porodica Salicaceae

      - Red Tamaricales
        - Porodica Reaurmuriaceae
        - Porodica Tamaricaceae
        - Porodica Frankeniaceae

      - Red Cucurbitales
        - Porodica Cucurbitaceae

      - Red Begoniales
        - Porodica Datiscaceae
        - Porodica Tetramelaceae
        - Porodica Begoniaceae

      - Red Capparales
        - Porodica Capparaceae
        - Porodica Pentadiplandraceae
        - Porodica Koeberliniaceae
        - Porodica Brassicaceae
        - Porodica Tovariaceae
        - Porodica Resedaceae

      - Red Moringales
        - Porodica Moringaceae

      - Red Batales
        - Porodica Bataceae

    - Nadred Malvanae
      - Red Cistales
        - Porodica Bixaceae
        - Porodica Cochlospermaceae
        - Porodica Cistaceae

      - Red Elaeocarpales
        - Porodica Elaeocarpaceae

      - Red Malvales
        - Porodica Tiliaceae
        - Porodica Dirachmaceae
        - Porodica Monotaceae
        - Porodica Dipterocarpaceae
        - Porodica Sarcolaenaceae
        - Porodica Plagiopteraceae
        - Porodica Huaceae
        - Porodica Sterculiaceae
        - Porodica Diegodendraceae
        - Porodica Sphaerosepalaceae
        - Porodica Bombacaceae
        - Porodica Malvaceae

    - Nadred Urticanae
      - Red Urticales
        - Porodica Ulmaceae
        - Porodica Moraceae
        - Porodica Cannabaceae
        - Porodica Cecropiaceae
        - Porodica Urticaceae

    - Nadred Euphorbianae
      - Red Euphorbiales
        - Porodica Euphorbiaceae
        - Porodica Pandaceae
        - Porodica Aextoxicaceae
        - Porodica Dichapetalaceae

      - Red Thymelaeales
        - Porodica Gonystylaceae
        - Porodica Thymelaeaceae

  - Podrazred Rosidae
    - Nadred Saxifraganae
      - Red Cunoniales
        - Porodica Cunoniaceae
        - Porodica Davidsoniaceae
        - Porodica Eucryphiaceae
        - Porodica Brunelliaceae

      - Red Saxifragales
        - Porodica Tetracarpaeaceae
        - Porodica Penthoraceae
        - Porodica Crassulaceae
        - Porodica Saxifragaceae
        - Porodica Grossulariaceae
        - Porodica Pterostemonaceae
        - Porodica Iteaceae
        - Porodica Eremosynaceae
        - Porodica Vahliaceae

      - Red Cephalotales
        - Porodica Cephalotaceae

      - Red Greyiales
        - Porodica Greyiaceae

      - Red Francoales
        - Porodica Francoaceae

      - Red Haloragales
        - Porodica Haloragaceae

      - Red Podostemales
        - Porodica Podostemaceae

      - Red Gunnerales
        - Porodica Gunneraceae

    - Nadred Rosanae
      - Red Rosales
        - Porodica Rosaceae
        - Porodica Neuradaceae

      - Red Crossosomatales
        - Porodica Crossosomataceae

      - Red Chrysobalanales
        - Porodica Chrysobalanaceae

    - Nadred Rhizophoranae
      - Red Anisophylleales
        - Porodica Anisophylleaceae

      - Red Rhizophorales
        - Porodica Rhizophoraceae

    - Nadred Myrtanae
      - Red Myrtales
        - Porodica Alzateaceae
        - Porodica Rhynchocalycaceae
        - Porodica Penaeaceae
        - Porodica Oliniaceae
        - Porodica Combretaceae
        - Porodica Crypteroniaceae
        - Porodica Memecylaceae
        - Porodica Melastomataceae
        - Porodica Lythraceae
        - Porodica Punicaceae
        - Porodica Duabangaceae
        - Porodica Sonneratiaceae
        - Porodica Onagraceae
        - Porodica Trapaceae
        - Porodica Psiloxylaceae
        - Porodica Heteropyxidaceae
        - Porodica Myrtaceae

    - Nadred Fabanae
      - Red Fabales
        - Porodica Fabaceae

    - Nadred Rutanae
      - Red Sapindales
        - Porodica Staphyleaceae
        - Porodica Tapisciaceae
        - Porodica Melianthaceae
        - Porodica Sapindaceae
        - Porodica Hippocastanaceae
        - Porodica Aceraceae
        - Porodica Bretschneideraceae
        - Porodica Akaniaceae

      - Red Tropaeolales
        - Porodica Tropaeolaceae

      - Red Sabiales
        - Porodica Sabiaceae
        - Porodica Meliosmaceae

      - Red Connarales
        - Porodica Connaraceae

      - Red Rutales
        - Porodica Rutaceae
        - Porodica Rhabdodendraceae
        - Porodica Cneoraceae
        - Porodica Simaroubaceae
        - Porodica Surianaceae
        - Porodica Irvingiaceae
        - Porodica Kirkiaceae
        - Porodica Ptaeroxylaceae
        - Porodica Tepuianthaceae
        - Porodica Meliaceae

      - Red Leitneriales
        - Porodica Leitneriaceae

      - Red Coriariales
        - Porodica Coriariaceae

      - Red Burserales
        - Porodica Burseraceae
        - Porodica Anacardiaceae
        - Porodica Podoaceae

    - Nadred Geranianae
      - Red Linales
        - Porodica Hugoniaceae
        - Porodica Linaceae
        - Porodica Ctenolophonaceae
        - Porodica Ixonanthaceae
        - Porodica Humiriaceae
        - Porodica Erythroxylaceae

      - Red Oxalidales
        - Porodica Oxalidaceae
        - Porodica Lepidobotryaceae

      - Red Geraniales
        - Porodica Hypseocharitaceae
        - Porodica Vivianiaceae
        - Porodica Geraniaceae
        - Porodica Ledocarpaceae
        - Porodica Rhynchothecaceae

      - Red Biebersteiniales
        - Porodica Biebersteiniaceae

      - Red Balsaminales
        - Porodica Balsaminaceae

      - Red Zygophyllales
        - Porodica Zygophyllaceae
        - Porodica Peganaceae
        - Porodica Balanitaceae
        - Porodica Nitrariaceae
        - Porodica Tetradiclidaceae

      - Red Vochysiales
        - Porodica Malpighiaceae
        - Porodica Trigoniaceae
        - Porodica Vochysiaceae
        - Porodica Tremandraceae
        - Porodica Krameriaceae

      - Red Polygalales
        - Porodica Polygalaceae
        - Porodica Xanthophyllaceae
        - Porodica Emblingiaceae

    - Nadred Corynocarpanae
      - Red Corynocarpales
        - Porodica Corynocarpaceae

    - Nadred Celastranae
      - Red Brexiales
        - Porodica Ixerbaceae
        - Porodica Brexiaceae
        - Porodica Rousseaceae

      - Red Parnassiales
        - Porodica Parnassiaceae
        - Porodica Lepuropetalaceae

      - Red Celastrales
        - Porodica Goupiaceae
        - Porodica Celastraceae
        - Porodica Lophopyxidaceae
        - Porodica Stackhousiaceae

      - Red Salvadorales
        - Porodica Salvadoraceae

      - Red Icacinales
        - Porodica Aquifoliaceae
        - Porodica Phellinaceae
        - Porodica Icacinaceae
        - Porodica Sphenostemonaceae

      - Red Metteniusales
        - Porodica Metteniusaceae

      - Red Cardiopteridales
        - Porodica Cardiopteridaceae

    - Nadred Santalanae
      - Red Medusandrales
        - Porodica Medusandraceae

      - Red Santalales
        - Porodica Olacaceae
        - Porodica Opiliaceae
        - Porodica Aptandraceae
        - Porodica Octoknemaceae
        - Porodica Santalaceae
        - Porodica Misodendraceae
        - Porodica Loranthaceae
        - Porodica Viscaceae
        - Porodica Eremolepidaceae

    - Nadred Rhamnanae
      - Red Rhamnales
        - Porodica Rhamnaceae

      - Red Elaeagnales
        - Porodica Elaeagnaceae

    - Nadred Proteanae
      - Red Proteales
        - Porodica Proteaceae

    - Nadred Vitanae
      - Red Vitales
        - Porodica Vitaceae
        - Porodica Leeaceae

  - Podrazred Cornidae
    - Nadred Cornanae
      - Red Hydrangeales
        - Porodica Escalloniaceae
        - Porodica Hydrangeaceae
        - Porodica Abrophyllaceae
        - Porodica Argophyllaceae
        - Porodica Corokiaceae
        - Porodica Alseuosmiaceae
        - Porodica Carpodetaceae
        - Porodica Phyllonomaceae
        - Porodica Pottingeriaceae
        - Porodica Tribelaceae
        - Porodica Melanophyllaceae
        - Porodica Montiniaceae
        - Porodica Kaliphoraceae
        - Porodica Columelliaceae

      - Red Desfontainiales
        - Porodica Desfontainiaceae

      - Red Roridulales
        - Porodica Roridulaceae

      - Red Cornales
        - Porodica Davidiaceae
        - Porodica Nyssaceae
        - Porodica Mastixiaceae
        - Porodica Curtisiaceae
        - Porodica Cornaceae
        - Porodica Alangiaceae

      - Red Garryales
        - Porodica Garryaceae

      - Red Aucubales
        - Porodica Aucubaceae

      - Red Griseliniales
        - Porodica Griseliniaceae

      - Red Eucommiales
        - Porodica Eucommiaceae

      - Red Aralidiales
        - Porodica Aralidiaceae

      - Red Torricelliales
        - Porodica Torricelliaceae

    - Nadred Aralianae
      - Red Helwingiales
        - Porodica Helwingiaceae

      - Red Araliales
        - Porodica Araliaceae
        - Porodica Hydrocotylaceae
        - Porodica Apiaceae

      - Red Pittosporales
        - Porodica Pittosporaceae

      - Red Byblidales
        - Porodica Byblidaceae

    - Nadred Dipsacanae
      - Red Viburnales
        - Porodica Viburnaceae

      - Red Adoxales
        - Porodica Sambucaceae
        - Porodica Adoxaceae

      - Red Dipsacales
        - Porodica Caprifoliaceae
        - Porodica Valerianaceae
        - Porodica Triplostegiaceae
        - Porodica Dipsacaceae
        - Porodica Morinaceae

  - Podrazred Asteridae
    - Nadred Campanulanae
      - Red Campanulales
        - Porodica Pentaphragmataceae
        - Porodica Sphenocleaceae
        - Porodica Campanulaceae
        - Porodica Cyphocarpaceae
        - Porodica Nemacladaceae
        - Porodica Cyphiaceae
        - Porodica Lobeliaceae

      - Red Goodeniales
        - Porodica Brunoniaceae
        - Porodica Goodeniaceae

      - Red Stylidales
        - Porodica Donatiaceae
        - Porodica Stylidiaceae

      - Red Menyanthales
        - Porodica Menyanthaceae

    - Nadred Asteranae
      - Red Calycerales
        - Porodica Calyceraceae

      - Red Asterales
        - Porodica Asteraceae

  - Podrazred Lamiidae
    - Nadred Gentiananae
      - Red Gentianales
        - Porodica Gelsemiaceae
        - Porodica Loganiaceae
        - Porodica Strychnaceae
        - Porodica Antoniaceae
        - Porodica Spigeliaceae
        - Porodica Gentianaceae
        - Porodica Saccifoliaceae
        - Porodica Geniostomaceae
        - Porodica Plocospermataceae

      - Red Rubiales
        - Porodica Dialypetalanthaceae
        - Porodica Rubiaceae
        - Porodica Theligonaceae
        - Porodica Carlemanniaceae
        - Porodica Apocynaceae

    - Nadred Solananae
      - Red Solanales
        - Porodica Solanaceae
        - Porodica Sclerophylacaceae
        - Porodica Duckeodendraceae
        - Porodica Goetzeaceae

      - Red Convolvulales
        - Porodica Convolvulaceae
        - Porodica Cuscutaceae

      - Red Polemoniales
        - Porodica Polemoniaceae

      - Red Boraginales
        - Porodica Hydrophyllaceae
        - Porodica Boraginaceae
        - Porodica Tetrachondraceae
        - Porodica Hoplestigmataceae
        - Porodica Lennoaceae

      - Red Limnanthales
        - Porodica Limnanthaceae

    - Nadred Loasanae
      - Red Loasales
        - Porodica Loasaceae

    - Nadred Oleanae
      - Red Oleales
        - Porodica Oleaceae

    - Nadred Lamianae
      - Red Scrophulariales
        - Porodica Buddlejaceae
        - Porodica Retziaceae
        - Porodica Stilbaceae
        - Porodica Scrophulariaceae
        - Porodica Oftiaceae
        - Porodica Globulariaceae
        - Porodica Gesneriaceae
        - Porodica Plantaginaceae
        - Porodica Bignoniaceae
        - Porodica Pedaliaceae
        - Porodica Martyniaceae
        - Porodica Trapellaceae
        - Porodica Myoporaceae
        - Porodica Acanthaceae
        - Porodica Lentibulariaceae

      - Red Lamiales
        - Porodica Verbenaceae
        - Porodica Phrymaceae
        - Porodica Cyclocheilaceae
        - Porodica Symphoremataceae
        - Porodica Avicenniaceae
        - Porodica Viticaceae
        - Porodica Lamiaceae

      - Red Callitrichales
        - Porodica Callitrichaceae

      - Red Hydrostachyales
        - Porodica Hydrostachyaceae

      - Red Hippuridales
        - Porodica Hippuridaceae
- B. razred Liliopsida Brongn.
  - Podrazred Liliidae
    - Nadred Lilianae
      - Red Melanthiales
        - Porodica Tofieldiaceae
        - Porodica Melanthiaceae
        - Porodica Japonoliriaceae
        - Porodica Xerophyllaceae
        - Porodica Nartheciaceae
        - Porodica Heloniadaceae
        - Porodica Chionographidaceae

      - Red Colchicales
        - Porodica Tricyrtidaceae
        - Porodica Burchardiaceae
        - Porodica Uvulariaceae
        - Porodica Campynemataceae
        - Porodica Scoliopaceae
        - Porodica Colchicaceae
        - Porodica Calochortaceae

      - Red Trilliales
        - Porodica Trillaceae

      - Red Liliales
        - Porodica Liliaceae
        - Porodica Medeolaceae

      - Red Alstroemeriales
        - Porodica Alstroemeriaceae

      - Red Iridales
        - Porodica Isophysidaceae
        - Porodica Geosiridaceae
        - Porodica Iridaceae

      - Red Tecophilaeales
        - Porodica Ixioliriaceae
        - Porodica Lanariaceae
        - Porodica Walleriaceae
        - Porodica Tecophilaeaceae
        - Porodica Cyanastraceae
        - Porodica Eriospermaceae

      - Red Burmanniales
        - Porodica Burmanniaceae
        - Porodica Thismiaceae
        - Porodica Corsiaceae

      - Red Hypoxidales
        - Porodica Hypoxidaceae

      - Red Orchidales
        - Porodica Orchidaceae

      - Red Amaryllidales
        - Porodica Hemerocallidaceae
        - Porodica Hyacinthaceae
        - Porodica Alliaceae
        - Porodica Hesperocallidaceae
        - Porodica Hostaceae
        - Porodica Agavaceae
        - Porodica Amaryllidaceae

      - Red Asparagales
        - Porodica Convallariaceae
        - Porodica Ophiopogonaceae
        - Porodica Ruscaceae
        - Porodica Asparagaceae
        - Porodica Dracaenaceae
        - Porodica Nolinaceae
        - Porodica Blandfordiaceae
        - Porodica Herreriaceae
        - Porodica Phormiaceae
        - Porodica Dianellaceae
        - Porodica Doryanthaceae
        - Porodica Asteliaceae
        - Porodica Asphodelaceae
        - Porodica Aloaceae
        - Porodica Anthericaceae
        - Porodica Aphyllanthaceae

      - Red Xanthorrhoeales
        - Porodica Baxteriaceae
        - Porodica Lomandraceae
        - Porodica Dasypogonaceae
        - Porodica Calectasiaceae
        - Porodica Xanthorrhoeaceae

      - Red Hanguanales
        - Porodica Hanguanaceae

    - Nadred Dioscoreanae
      - Red Stemonales
        - Porodica Stemonaceae
        - Porodica Croomiaceae
        - Porodica Pentastemonaceae

      - Red Smilacales
        - Porodica Luzuriagaceae
        - Porodica Philesiaceae
        - Porodica Rhipogonaceae
        - Porodica Smilacaceae
        - Porodica Petermanniaceae

      - Red Dioscoreales
        - Porodica Stenomeridaceae
        - Porodica Trichopodaceae
        - Porodica Avetraceae
        - Porodica Dioscoreaceae

      - Red Taccales
        - Porodica Taccaceae

  - Podrazred Commelinidae
    - Nadred Bromelianae
      - Red Bromeliales
        - Porodica Bromeliaceae

      - Red Velloziales
        - Porodica Velloziaceae

    - Nadred Pontederianae
      - Red Philydrales
        - Porodica Philydraceae

      - Red Pontederiales
        - Porodica Pontederiaceae

      - Red Haemodorales
        - Porodica Haemodoraceae
        - Porodica Conostylidaceae

    - Nadred Zingiberanae
      - Red Musales
        - Porodica Strelitziaceae
        - Porodica Musaceae
        - Porodica Heliconiaceae

      - Red Lowiales
        - Porodica Lowiaceae

      - Red Zingiberales
        - Porodica Zingiberaceae
        - Porodica Costaceae

      - Red Cannales
        - Porodica Cannaceae
        - Porodica Marantaceae

    - Nadred Commelinanae
      - Red Commelinales
        - Porodica Commelinaceae

      - Red Mayacales
        - Porodica Mayacaceae

      - Red Xyridales
        - Porodica Xyridaceae

      - Red Rapateales
        - Porodica Rapateaceae

      - Red Eriocaulales
        - Porodica Eriocaulaceae

    - Nadred Hydatellanae
      - Red Hydatellales
        - Porodica Hydatellaceae

    - Nadred Juncanae
      - Red Juncales
        - Porodica Juncaceae
        - Porodica Thurniaceae

      - Red Cyperales
        - Porodica Cyperaceae

    - Nadred Poanae
      - Red Flagellariales
        - Porodica Flagellariaceae

      - Red Restionales
        - Porodica Joinvilleaceae
        - Porodica Restionaceae
        - Porodica Anarthriaceae
        - Porodica Ecdeiocoleaceae

      - Red Centrolepidales
        - Porodica Centrolepidaceae

      - Red Poales
        - Porodica Poaceae

  - Podrazred Arecidae
    - Nadred Arecanae
      - Red Arecales
        - Porodica Arecaceae

  - Podrazred Alismatidae
    - Nadred Alismatanae
      - Red Butomales
        - Porodica Butomaceae

      - Red Hydrocharitales
        - Porodica Hydrocharitaceae
        - Porodica Thalassiaceae
        - Porodica Halophilaceae

      - Red Najadales
        - Porodica Najadaceae

      - Red Alismatales
        - Porodica Limnocharitaceae
        - Porodica Alismataceae

      - Red Aponogetonales
        - Porodica Aponogetonaceae

      - RedJucaginales
        - Porodica Scheuchzeriaceae

      - Red Juncaginales
        - Porodica Juncaginaceae
        - Porodica Lilaeaceae
        - Porodica Maundiaceae

      - Red Potamogetonales
        - Porodica Potamogetonaceae
        - Porodica Ruppiaceae

      - Red Posidoniales
        - Porodica Posidoniaceae

      - Red Cymodoceales
        - Porodica Zannichelliaceae
        - Porodica Cymodoceaceae

      - Red Zosterales
        - Porodica Zosteraceae

  - Podrazred Triurididae
    - Nadred Triuridanae
      - Red Petrosaviales
        - Porodica Petrosaviaceae

      - Red Triuridales
        - Porodica Triuridaceae

  - Podrazred Aridae
    - Nadred Aranae
      - Red Arales
        - Porodica Araceae
        - Porodica Pistiaceae
        - Porodica Lemnaceae

      - Red Acorales
        - Porodica Acoraceae

    - Nadred Cyclanthanae
      - Red Cyclanthales
        - Porodica Cyclanthaceae

    - Nadred Pandananae
      - Red Pandanales
        - Porodica Pandanaceae

    -  Nadred Typhanae
      - Red Typhales
        - Porodica Sparganiaceae
        - Porodica Typhaceae